# Bildstock (Lauter, Neugereuth)

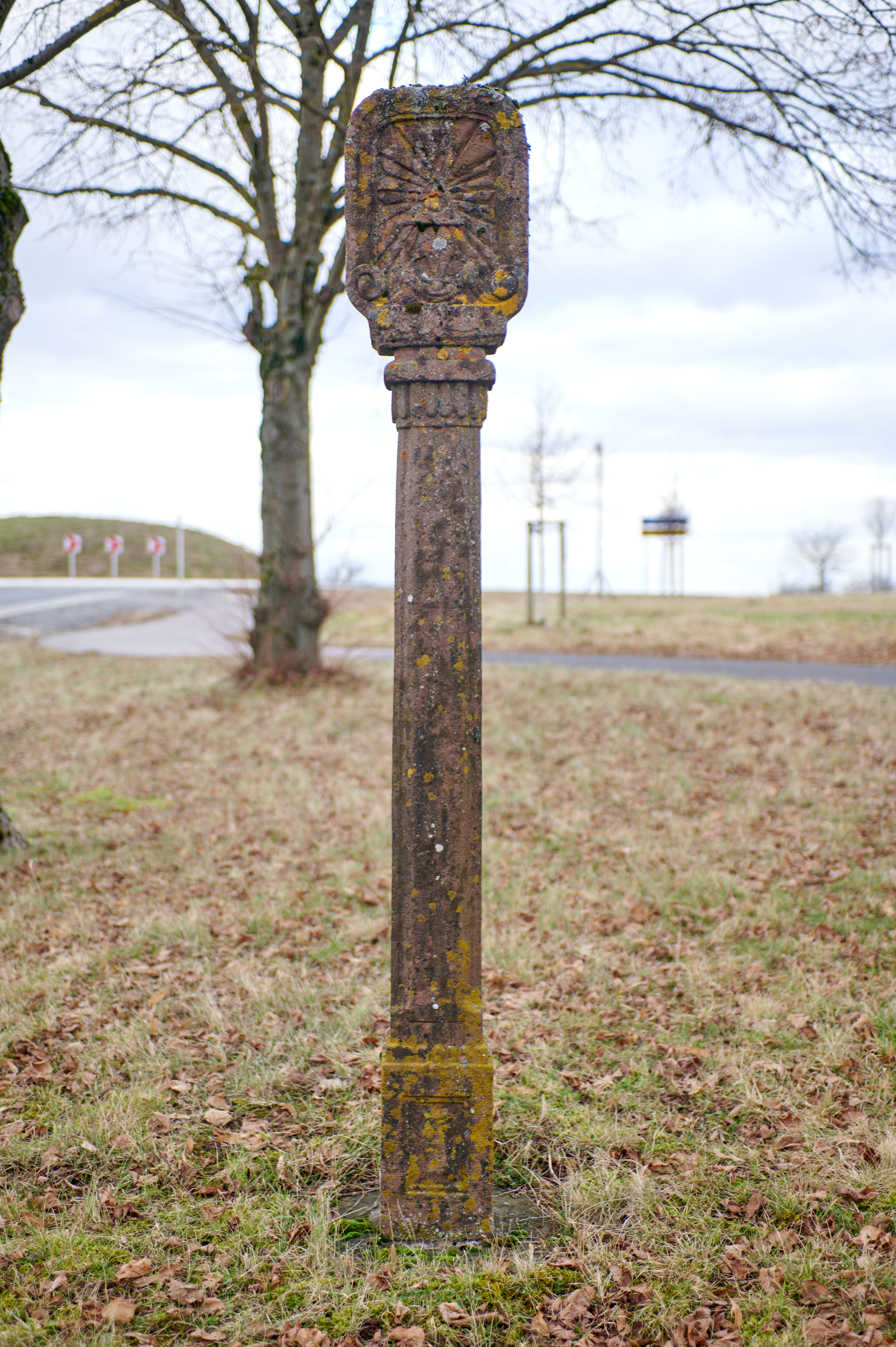
Bildstock in Lauter, Flur Neugereuth

Der Bildstock Neugereuth befindet sich in Lauter, einem Gemeindeteil des Marktes Burkardroth im unterfränkischen Landkreis Bad Kissingen in der Flur Neugereuth.
Der Bildstock gehört zu den Baudenkmälern von Burkardroth und ist unter der Nummer D-6-72-117-41 in der Bayerischen Denkmalliste registriert.

## Beschreibung
Der 212 cm hohe Bildstock besteht aus rotem Sandstein und entstand im Jahr 1846.
Auf einer versenkten Standplatte steht ein Monolith aus einem 33 cm hohen prismatischen Sockel mit den Abmessungen 20 cm × 18 cm mit Achtkantschaft, einer 30 cm hohen Basis- und Kapitellimmitation (Querschnitt: 8/5/7/5/8/5/7/5, Basishöhe: 13 cm), einem 16 cm hohen Kapitell, einer senkrechten Riefenzier unten und am Kapitell einem an der Querplatte hängenden Eierstab. Am Aufsatz sitzt die 45 cm hohe Tafel (B = 33 cm, Dicke = 18 cm) auf imitiertem Altar mit eingerollten „Stierhörnern“.
Die Tafelzier auf der Schausteite besteht aus dem Auge Gottes mit Strahlenkranz. Die Sockelzier zeigt ein Diamantmotiv.
Die Rückseiteninschrift der Tafel lautet in gotischen Buchstaben:

„Gestifted

von

Erharth

Wehner und

Anna Weh-

nerin zu

Frauenrot

1846“